# NGC 6813
NGC 6813 је емисиона маглина у сазвежђу Лисица која се налази на NGC листи објеката дубоког неба.
Деклинација објекта је + 27° 18' 34" а ректасцензија 19h 40m 24,0s. Привидна величина (магнитуда) објекта NGC 6813 износи 12,6. NGC 6813 је још познат и под ознакама SG 3.148.